# André Leconte
André Leconte (1894–1966) est un architecte français.
Le gouvernement libanais l'a engagé pour concevoir l'Aéroport international de Beyrouth à Khalde. Il a également conçu le bâtiment de bureau Lazarieh en (1953) dans le centre de Beyrouth, et l'hôpital Rizk, construit en 1957 à Achrafieh.
Leconte a reçu le Prix de Rome. 
Leconte a aussi participé à la conception urbaine et architecturale de Nouakchott, capitale de la Mauritanie, avec l'assistance de Robert Joly.